# Cymbopogon gidarba
Cymbopogon gidarba là một loài thực vật có hoa trong họ Hòa thảo. Loài này được (Buch.-Ham. ex Steud.) A.Camus mô tả khoa học đầu tiên năm 1920.